# San Salvador (Paraguay)
Pour les articles homonymes, voir San Salvador.
San Salvador est un district du département de Guairá, au Paraguay.

## Géographie
Située à 18 km au sud-ouest de la capitale départementale, Villarrica, et à quelque 200 km d'Asuncion, elle s'étend sur 140 km2. Sa population s'élève à 3 483 habitants en 2008.

## Histoire
San Salvador était autrefois regroupée avec Borja. Elle s'en est séparée en 1951.

## Économie
L'économie de San Salvador repose sur l'agriculture (blé, canne à sucre, coton, tabac, vigne) et l'élevage.